# Paracymus lodingi
Paracymus lodingi är en skalbaggsart som först beskrevs av Henry Clinton Fall 1910.  Paracymus lodingi ingår i släktet Paracymus och familjen palpbaggar. Inga underarter finns listade i Catalogue of Life.